# آجر (فیلم ۲۰۲۵)
بریک (آلمانی: Brick) یک فیلم معمایی و مهیج آلمانی به کارگردانی فیلیپ کخ است که در سال ۲۰۲۵ منتشر شد. این فیلم از تاریخ ۱۰ ژوئیهٔ ۲۰۲۵ از طریق نتفلیکس در دسترس مخاطبان قرار گرفته‌است.

## داستان
تیم و اولیویا، دو سال پس از تجربهٔ سقط جنین، با بحران عاطفی در رابطه‌شان روبرو هستند. تیم از پذیرش این اتفاق خودداری کرده و دربارهٔ آن با اولیویا صحبت نمی‌کند، در نتیجه اولیویا احساس تنهایی و رهاشدگی می‌کند. برای ایجاد یک شروع تازه، اولیویا کار خود را ترک کرده و یک ون قدیمی فولکس‌واگن می‌خرد تا سفری ناگهانی به پاریس داشته باشند. اما تیم که به عنوان توسعه‌دهندهٔ بازی‌های رایانه‌ای مشغول است، در آستانهٔ انتشار یک بازی جدید قرار دارد و حاضر نیست استراحت کند. در عوض، آن‌ها برای شام به بیرون می‌روند.
در راه، با صاحب‌خانه‌شان مواجه می‌شوند که در حال بازسازی ساختمان است. همان‌زمان، ستونی عظیم از دود در آسمان پدیدار می‌شود که ناشی از آتش‌سوزی در بندر هامبورگ است. صبح روز بعد، اولیویا و تیم از هم جدا می‌شوند. با این حال، اولیویا متوجه می‌شود که به دلیل وجود یک دیوار سیاه مرموز که ساختمان را احاطه کرده، نمی‌تواند آپارتمانشان در طبقهٔ دوم را ترک کند. تلاش آن‌ها برای نفوذ به راه‌پله با استفاده از ابزارهایی مانند دریل بی‌نتیجه می‌ماند.
با شنیدن صداهای وحشت‌زده از واحد مجاور، درمی‌یابند که می‌توانند با شکستن دیوارهای داخلی به دیگر واحدها دسترسی پیدا کنند. آن‌ها وارد آپارتمان کناری می‌شوند و با آنا و ماروین آشنا می‌شوند؛ زوجی که از طریق ایربی‌ان‌بی خانه را اجاره کرده‌اند. تیم در آنجا یک پتک پیدا می‌کند. اولیویا که سابقهٔ کار در صنعت ساخت‌وساز دارد، می‌گوید که در زیرزمین ساختمان پناهگاهی وجود دارد که احتمالاً بتوان از طریق فاضلاب آن فرار کرد. آن‌ها با پتک سقف کاذب را می‌شکنند و به طبقهٔ پایین می‌رسند. در آنجا، پیرمردی به نام اوسوالت با اسلحه به آن‌ها حمله می‌کند، اما نوه‌اش لیا موفق می‌شود او را قانع کند که گروه مهاجم نیستند و فقط به‌دنبال راهی برای فرارند.
سپس، آن‌ها متوجه می‌شوند که آشکارسازهای دود در آپارتمان‌ها به دوربین‌های مخفی مجهز شده‌اند. آن‌ها به صاحب‌خانه مشکوک می‌شوند که شاید در حال انجام نوعی بازی مرگ‌آور شبیه به بازی مرکب با مستأجران است. وارد واحد او می‌شوند و جسدش را پیدا می‌کنند؛ دست‌های او بریده شده‌است. در اتاقی مخفی، مجموعه‌ای از مانیتورها را می‌بینند که تصاویر ضبط‌شدهٔ دوربین‌های آپارتمان‌ها را نمایش می‌دهند.
اوسوالت تأیید می‌کند که در زیرزمین ساختمان پناهگاهی وجود دارد. گروه به طبقهٔ همکف می‌روند و در آنجا با یوری روبه‌رو می‌شوند، که می‌گوید برای دیدن دوستش آنتون آمده‌است. به گفتهٔ او، آنتون به دلیل داشتن ضربان‌ساز قلب و در اثر میدان مغناطیسی ناشی از دیوار جان باخته‌است. یوری ادعا می‌کند که دیوار بخشی از یک سیستم امنیتی جدید نظامی مبتنی بر نانوفناوری است و باز کردن آن ممکن است باعث نشت گاز سمی و مرگ همه شود. با این حال، گروه هشدار او را نادیده می‌گیرد و تیم آخرین سقف را نیز می‌شکند تا به زیرزمین برسند.
در پناهگاه، آن‌ها درمی‌یابند که دیوار سیاه حتی در عمق دو متری نیز ساختمان را احاطه کرده‌است. ماروین با عصبانیت اسلحهٔ اوسوالت را می‌گیرد و به دیوار شلیک می‌کند. گلوله‌ها با میدان مغناطیسی بازگشت کرده و یکی از آن‌ها به سینهٔ اوسوالت برخورد کرده و او را می‌کشد.
پس از مرگ اوسوالت، گروه به بررسی اوضاع ادامه می‌دهد و درمی‌یابد که مرگ نقطه اتصال میان آن‌هاست. ماروین که به طور غیرعمد باعث کشته شدن اوسوالت شده، باعث شده لیا نوه‌اش او را از دست بدهد. آنا اعتراف می‌کند که در کودکی برای چند دقیقه دچار مرگ بالینی شده بوده‌است. یوری در زمان شغلش به عنوان پلیس، افرادی را کشته و تیم و اولیویا فرزندشان را بر اثر سقط جنین از دست داده‌اند.
با توجه به این اشتراکات، گروه تصمیم می‌گیرد برای یافتن راه فرار، با هم همکاری کنند. آن‌ها ضبط‌هایی از کد خاموش‌کننده دیوار را پیدا می‌کنند. لیا به تنهایی متوجه می‌شود که آنتون نشانه‌هایی از خفه‌شدگی دارد و به نظر می‌رسد یوری مسئول قتل او باشد. بدون آنکه متوجه شود، یوری پشت سر او قرار گرفته و او را نیز می‌کشد. سایر اعضا با تماشای فیلم‌های ضبط شده، قتل آنتون توسط یوری را تأیید می‌کنند و سپس او را دستگیر و به صندلی بسته می‌بندند.
با استفاده از تلفن همراه آنتون، گروه موفق می‌شود دیوار را به حالت مایع درآورد. آنا در دیوار گرفتار می‌شود و به داخل آن کشیده می‌شود. ماروین، اولیویا و تیم تلاش می‌کنند او را بیرون بکشند اما موفق نمی‌شوند و بخش پایینی بدن آنا قطع می‌شود و تنها تنه بی‌جان او به آپارتمان برمی‌گردد. ماروین از دست دادن آنا را تاب نمی‌آورد، به یوری شلیک می‌کند که ظاهراً کشته می‌شود و سپس با همان اسلحه به زندگی خود پایان می‌دهد.
اولیویا و تیم متوجه می‌شوند که ترتیب سیگنال‌های نوری را اشتباه انتخاب کرده‌اند و پس از مشاهده فیلم، ترتیب صحیح را به دست می‌آورند که باعث باز شدن دیوار می‌شود. آن‌ها پس از مبارزه‌ای با یوری که توانسته آزاد شود و قصد دارد مانع از باز شدن دیوار شود، از ساختمان از طریق رمپ پارکینگ خارج شده و با ون فولکس‌واگن خود ادامه مسیر می‌دهند.
در نمای پایانی فیلم، نشان داده می‌شود که شهر به دلیل نقص سیستم امنیتی ناشی از آتش‌سوزی در بندر، تحت تاثیر قرار گرفته است.

## زمینه تولید
فیلم از ۲۹ ژانویه ۲۰۲۴ تا ۲۲ مارس ۲۰۲۴ در پراگ فیلم‌برداری شده‌است. اولین نمایش فیلم در جشنواره فیلم مونیخ ۲۰۲۵ در تاریخ ۲ ژوئیه برگزار شد.

## بازخوردها
فیلم نظرات منفی زیادی دریافت کرد.  
در وب‌سایت Rotten Tomatoes، فیلم با میانگین رضایت ۳۵٪ بر اساس ۲۰ نقد ارزیابی شده و تنها ۲۹٪ کاربران آن را مثبت ارزیابی کرده‌اند.  
در IMDb، فیلم نمره ۵.۵ از ۱۰ را دارد.  
روزنامه The New York Times این فیلم را «مهیجی بیش از حد ساخته‌شده» توصیف کرده که بیشتر شامل اشاره‌های مبهم و پیچش‌های ناگهانی است. 
وب‌سایت Decider نوشته که فیلم مطمئن نیست چه پیامی دارد یا اصلاً می‌خواهد پیامی بدهد یا خیر. شخصیت‌ها کلیشه‌ای و رفتارهایشان اغراق‌آمیز است که داستان را جذاب‌تر نمی‌کند.  
همچنین منتقد فیلم رابرت هافمان امتیاز ۲.۵ از ۱۰ به فیلم داده و گفته که «بازی ضعیف، فیلمنامه ضعیف، ظاهر معمولی و کشدار بودن داستان» از مشکلات فیلم است.